# Conrad Celtis

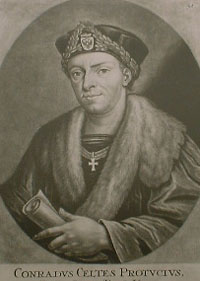
Conrad Celtis

Conrad Celtis (Wipfeld, 1 februari 1459 - Wenen, 4 februari 1508) was een Duits humanist.

## Leven en werk
Celtis werd geboren als zoon van een boer en groeide op tussen de wijnvelden, waar hem het leven van het platteland werd bijgebracht. Omdat zijn vader wilde dat Celtis hem zou opvolgen op het land, zag hij geen andere mogelijkheid dan van huis weg te vluchten; hij wilde onderwezen worden. Op 18-jarige leeftijd schreef hij zich in bij de universiteit van Keulen, waar hij bekend raakte met de grootmeesters van de middeleeuwse scholastiek. Maar Celtis wilde meer en voelde de beperkingen van het traditionele scholastische wereldbeeld. Daarom schreef hij zich in 1484 in bij de Universiteit van Heidelberg, waar het humanisme al een stuk meer was doorgedrongen. Hier raakte hij onder de indruk van Rudolf Agricola, de vooraanstaande Nederlandse humanist.
Na diens overlijden eind 1485 begon Celtis als docent rond te reizen, terwijl hij ondertussen de klassieken bleef bestuderen. Uit deze periode stamt zijn eerste grote werk, de Ars versificandi et carminum, een werk dat het schrijven van Latijnse poëzie als onderwerp heeft. Keizer Frederik III liet Celtis naar aanleiding van dit werk lauweren tot poeta laureatus, om daarmee zijn bewondering te uiten voor hem en de poëzie in het algemeen.
In de zomer van 1487 reisde Celtis naar Italië, waar hij achtereenvolgens de plaatsen Venetië, Padua, Ferrara, Bologna, Florence en Rome bezocht. Overal studeerde hij met de bekendste humanisten en kon hij naar hartenlust zijn zucht naar kennis tegemoetkomen. Na Rome reisde hij af naar Krakow. Het klimaat aan de universiteit aldaar beviel hem zeer, hij verbleef er twee jaar lang als docent en student. Toen Celtis in 1491 weer terugkeerde naar Neurenberg was hij een volgroeide en zelfbewuste humanist, vastbesloten om Duitsland op intellectueel gebied te vernieuwen. Tekenend hiervoor is een passage uit zijn Quattuor libri amorum, waarin hij beschrijft dat Phoebus zelf in een droom aan hem verscheen met de boodschap op te staan en zijn oude glorie in alle hoeken van zijn vaderland te laten zien (Am. I, 3, 61-62). 
Celtis werd docent aan de universiteit van Ingolstadt, en begon daar met de uitwerking van zijn hervormingsplannen. Onder andere in zijn inaugurele rede riep hij op tot de oprechte studie van de klassieken. Maar de rusteloze Celtis bleef niet lang in Ingolstadt; hij voelde zich er niet op waarde geschat. Hij vertrok naar Neurenberg, waar hij een beschrijving van de stad schreef, de Norimberga. Na enkele reizen keerde hij weer terug bij de universiteit in Ingolstadt, maar niet voor lang: in de zomer van 1495 brak er een plaag uit en Celtis vluchtte naar een vriend in Heidelberg, Johannes Vigilius.
In deze Rijnstad richtte Celtis de Sodalitas litteraria Rhenana op, een vrijblijvend gezelschap van allerlei humanistische intellectuelen uit Heidelberg en omstreken. Zo probeerde hij met succes de humanisten te verbinden en versterken in hun klassieke interesses. Celtis probeerde zo lang mogelijk in Heidelberg te blijven, ook nadat de plaag verdwenen was, maar moest uiteindelijk weer terug naar Ingolstadt. Toen hij de mogelijkheid kreeg om in Wenen te gaan werken greep hij dit dan ook aan, en eind 1497 vertrok hij naar Wenen.

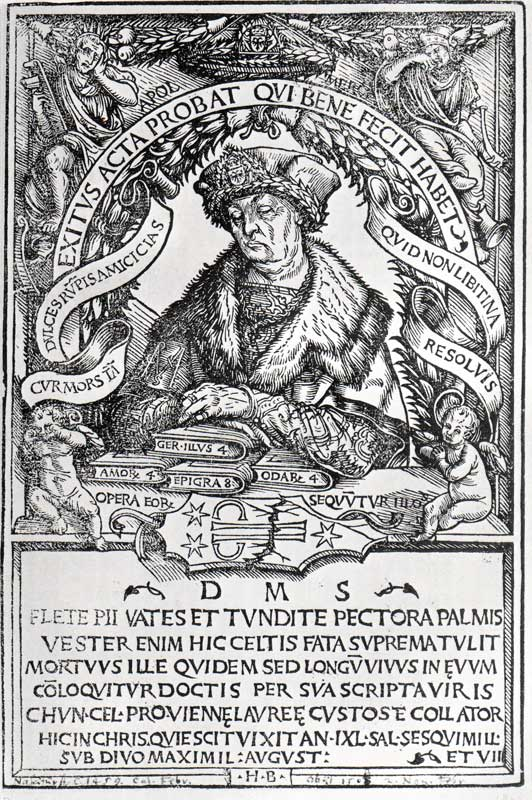
Conrad Celtis op een houtsnede van Hans Burgkmair.

Celtis voelde zich in Wenen helemaal thuis. Deze bruisende stad huisvestte in die tijd vele wereldburgers en het humanisme bloeide er volop. Dit nam alleen nog maar toe toen Maximiliaan op de troon kwam. Hem lagen de humanistische interesses zeer na aan het hart en hij stimuleerde de humanisten en gaf ze zo veel mogelijk ruimte. Hierdoor had Celtis de ruimte om te experimenteren met nieuwe onderwijsvormen. Zo bedacht hij onder andere een dichterschool om de poëzie tot nieuwe hoogtes te doen stijgen. Hoewel dit project jammerlijk mislukte, wist hij wel de aandacht van zijn studenten en mededocenten te vestigen op de dingen die zijn interesses wekten. Ook richtte hij in Wenen de Sodalitas litteraria Danubiana op, dat dezelfde intenties had als het eerder opgerichte gezelschap. Dit gezelschap werd echter nog succesvoller, en bleef bestaan tot 1521. Maar de laatste dertien jaar moesten ze het zonder Celtis stellen; in 1508 overleed hij aan de gevolgen van de Franse ziekte. Met een waardige begrafenis werd hij bijgezet in de kathedraal van St. Stephanus, in het bijzijn van de gehele staf van de Weense universiteit. Zo eindigde het leven van de eerste gelauwerde dichter-humanist.

## Thematiek
Een overkoepelend thema in de werken van Celtis is het verheffen van het Duitse volk tot de culturele hoogten van Italië, dat door die Italiaanse humanisten als de voortzetting van het Romeinse Rijk gepresenteerd werd. Celtis stond een groot Duits opvoedingsprogramma voor, en hij beijverde zich in zijn werken om een groots beeld van Duitsland neer te zetten. Samen met zijn interesse in geografie (hij was als geograaf de ontdekker van de Peutingerkaart, die hij in 1507 aan zijn collega-humanist Konrad Peutinger schonk), leidde hij dat tot zijn onafgemaakte project van een Germania illustrata, een groot werk dat een gehele beschrijving van Duitsland, in woord en beeld, moest geven. Een ander werk waarmee Celtis de eenheid van Duitsland wilde benadrukken, was de uitgave van Tacitus’ Germania. Tekenend voor zijn programma is het begin de volgende ode (Ode IV.5, 1-10) :
| Ode ad Apollinem repertorem poetices     | Ode aan Apollo, uitvinder der dichtkunst                          |
| Ut ab Italis cum lyra ad Germanos ueniat | Dat hij van de Italiërs met zijn lier naar de Germanen moge komen |
| Phoebe, qui blandae citharae repertor    | Phoebus, ontdekker van de vleiende lier                           |
| Linque delectos Heliconque Pindum        | Verlaat het uitgelezen Helicon en Pindus                          |
| Et ueni nostris uocitatus oris           | En kom, geroepen naar ons land                                    |
| carmine grato                            | met een geliefd lied                                              |
| Cernis, ut laetae properent Camenae      | Je ziet, hoe de vrolijke muzen zich haasten                       |
| Et canant dulces gelido sub axe          | En zacht zingen onder de koele hemel                              |
| Tu ueni incultam fidibus canoris         | Jij, kom het onbeschaafde land bezoeken                           |
| uisere terram                            | met klinkend snarenspel                                           |

## Inspiratie
In het vroege werk van Celtis afficheert Celtis zich heel duidelijk met Horatius. Zijn eerder genoemde Ars versificandi et carminum staat in een traditie van Horatius’ Ars Poetica. Een ander voorbeeld van duidelijke navolging is het feit dat Celtis, net zoals Horatius, veel verschillende metra gebruikt in zijn dichtbundels. 
Net zoals veel andere Duitse Neolatijnse schrijvers zoals Jacob Balde en Petrus Lotichius Secundus, zijn ook de werken van Ovidius een grote inspiratiebron voor Celtis geweest. Doordat Ovidius in de Tristia en Epistulae ex Ponto het thema reizen gebruikt, zijn deze twee werken een groot reservoir van teksten waaraan Celtis kan refereren om zich ook te profileren als een reiziger.

## Invloed
Celtis was geen briljant geleerde. Zijn onrustige karakter bezorgde hem een gebrek aan discipline. Vele werken liet hij onafgemaakt en ook als docent functioneerde hij onregelmatig. Toch is hij van groot belang geweest voor het Duitse humanisme. Zijn kwaliteiten waren van een heel andere aard. Celtis wist mensen enthousiast te maken voor een herwaardering van de intellectuele eenheid van het Duitse Rijk, en dat maakte dat hij een sleutelrol heeft gespeeld in de verbreiding van het humanisme in Duitsland.

## Belangrijkste werken
(wanneer bekend, is bij de werken het jaar van uitgave vermeld)
- Ars versificandi et carminum (1486)
- Oratio in gymnasio Ingolstadio (1492)
- Epitoma in utramque Ciceronis rhetoricam cum arte memorativa nova et modo epistolandi utilissimo, Ingolstadt (1492)
- Norinberga, (1495)
- Carmen saeculare (1500)
- Germania Generalis
- De origine, situ, moribus et institutis Norimbergae libellus (1502)
- Quattuor libri amorum (Amores) (1502)
- Ludus Dianae und Rhapsodia (1505)
- Germania illustrata (niet afgemaakt)
- Archetypus triumphantis Romae (niet afgemaakt)